# Kutry patrolowe projektu 918
Kutry patrolowe projektu 918 (w kodzie NATO: Pilica) – seria polskich kutrów patrolowych zbudowanych w Stoczni Marynarki Wojennej w Gdyni. Łącznie wybudowano 5 jednostek z serii, które wprowadzono do służby w latach 1973–1976. Okręty służyły początkowo w Morskiej Brygadzie Okrętów Pogranicza, a po rozwiązaniu tej jednostki, w 1991 roku, weszły w skład nowo powstałej Straży Granicznej, gdzie zasiliły Morski Oddział Straży Granicznej. Proces wycofywania jednostek rozpoczął się w 1999 roku, kiedy wycofano trzy kutry, zaś w 2008 i 2011 wycofano dwie ostatnie jednostki z serii. Rozwinięciem tej serii były kutry zwalczania okrętów podwodnych projektu 918M.

## Historia
Na przełomie lat 60. i 70. XX wieku podjęto decyzję o rozpoczęciu prac nad pozyskaniem następcy jednostek projektu 361T/S. W tym celu opracowano dwa typy jednostek patrolowych, które oznaczono jako kutry projektu 90 oraz właśnie kutry projektu 918. Nowe kutry projektu 918 opracowano na podstawie rozwiązań technicznych użytych przy budowie motorówki reprezentacyjnej M-1. W przeciągu kilku lat jej eksploatacji doceniono jej dużą dzielność morską oraz wysoką prędkość maksymalną. Budowę jednostek projektu 918 powierzono Stoczni Marynarki Wojennej w Gdyni. Budowę jednostki prototypowej rozpoczęto na przełomie 1972 i 1973 roku.
Prototypową jednostkę przekazano w czerwcu 1973 roku. Finalnie wybudowano 5 kutrów projektu 918. Ponieważ jednostki okazały się być bardzo udane, zdecydowano się przystosować je do pełnienia nowych zadań m.in. zwalczania okrętów podwodnych (ZOP). Decyzja ta wynikła także z tendencji do przekazywania zadań dotyczących zwalczania wrogich okrętów podwodnych jednostkom Morskiej Brygady Okrętów Pogranicza. W tym celu opracowano nowy typ kutrów ZOP opartych konstrukcyjnie na kutrach projektu 918. Szósta jednostka z serii projektu 918 otrzymała oznaczenie stoczniowe 918M i wybudowana została w konfiguracji okrętu zwalczania okrętów podwodnych. Zrezygnowano przy tym z dalszej budowy kutrów projektu 918 w standardowej, patrolowej konfiguracji, zmieniając oznaczenie projektu z 918 na 918M. Zmiany w nowej serii obejmowały przede wszystkim dodanie sonaru z holowaną anteną oraz wyrzutni torpedowych. Finalnie wybudowano 5 okrętów projektu 918 w latach 1972–1975 oraz 11 jednostek projektu 918M stanowiących ich rozwinięcie.
Kutry projektu 918 wprowadzono do służby w latach 1973–1976. Wprowadzone okręty otrzymały oznaczenia KP-161, KP-162, KP-163, KP-164 oraz KP-165 i weszły w skład Morskiej Brygady Okrętów Pogranicza (MBOP), w której to składzie pozostawały do czasu rozwiązania jednostki w 1991 roku. Po rozwiązaniu jednostki zostały przekazane do nowo powstałej Straży Granicznej, gdzie zasiliły Morski Oddział Straży Granicznej (MOSG). W tym czasie jednostkom zmieniono oznaczenie z „KP” (Kuter Patrolowy) na „SG” (Straż Graniczna).
Pierwszą jednostkę wycofano ze służby w formacji 1 lutego 1999 roku, a na dwóch kolejnych bandery opuszczono 19 lutego 1999 roku. W 2008 roku wycofano SG-161, natomiast ostatni kuter projektu 918 zakończył służbę w marcu 2011 roku, kończąc tym samym blisko 38-letnią eksploatację jednostek.
| Zestawienie kutrów projektu 918 | Zestawienie kutrów projektu 918 | Zestawienie kutrów projektu 918 | Zestawienie kutrów projektu 918                                                                                             |
| Nazwa                           | Wejscie do służby               | Wycofanie ze służby             | Uwagi |
| ------------------------------- | ------------------------------- | ------------------------------- | --- |
| SG-161                          | 23 czerwca 1973                 | 3 marca 2008                    | W czasie służby w MBOP okręt nosił nazwę KP-161, natomiast nazwa SG-161 używana była od 1991 roku po przyjęciu w siły MOSG. |
| SG-162                          | 27 października 1973            | 19 lutego 1999                  | W czasie służby w MBOP okręt nosił nazwę KP-162, natomiast nazwa SG-162 używana była od 1991 roku po przyjęciu w siły MOSG. |
| SG-163                          | 26 stycznia 1974                | 1 lutego 1999                   | W czasie służby w MBOP okręt nosił nazwę KP-163, natomiast nazwa SG-163 używana była od 1991 roku po przyjęciu w siły MOSG. |
| SG-164                          | 3 października 1974             | 29 marca 2011                   | W czasie służby w MBOP okręt nosił nazwę KP-164, natomiast nazwa SG-164 używana była od 1991 roku po przyjęciu w siły MOSG. |
| SG-165                          | 17 stycznia 1976                | 19 lutego 1999                  | W czasie służby w MBOP okręt nosił nazwę KP-165, natomiast nazwa SG-165 używana była od 1991 roku po przyjęciu w siły MOSG. |

## Konstrukcja

### Opis ogólny
Jednostki projektu 918 były kutrami patrolowymi, zbudowanymi w układzie jednokadłubowca o klasycznej konstrukcji. Były długie na 28,63 m, szerokie na 5,58 m, zaś ich zanurzenie wynosiło 1,36 m. Kutry te wypierały 79,7 t wyporności standardowej, 81,4 t pełnej oraz 86,92 t wyporności maksymalnej. Kadłub jednostek był całkowicie stalowy o poprzecznym układzie wiązań. Konstrukcja pozwalała na ich eksploatację przy sile wiatru do 5° w skali Beauforta. Autonomiczność okrętów projektu wynosiła 5 dób. Załoga liczyła początkowo 13 oficerów i marynarzy, jednak w późniejszym okresie liczbę załogantów zmniejszono do 12 osób.
Jednostki tego projektu miały zagwarantowaną niezatapialność przy całkowicie zalanym jednym przedziale wodoszczelnym, których kadłub zawierał sześć oddzielonych od siebie za pomocą pięciu grodzi. W pierwszym przedziale od dziobu znajdował się skrajnik dziobowy, skrzynia łańcuchowa oraz magazynek sprzętu bosmańskiego. Do pomieszczenia można było dostać się wyłącznie poprzez właz znajdujący się na pokładzie. W drugim przedziale znajdowało się pomieszczenie mieszkalne dla ośmiu marynarzy oraz podpodłogowy zbiornik słodkiej wody o pojemności 2,2 tony. Przedział trzeci zajmowany był przez pomieszczenie dowódcy okrętu, kabinę dwóch chorążych oraz kabinę dwóch podoficerów. Dodatkowo w przedziale znajdował się magazynek oraz pomieszczenie kompasu żyroskopowego. W przedziale czwartym ulokowano wejście do przedziału napędowego z pokładówki, przedział siłowni oraz zbiorniki paliwa. Przedział piąty zajmowany był przez ośmioosobową mesę, magazyn żywności oraz magazyn dla 2000 sztuk amunicji. W ostatnim, szóstym przedziale znajdował się skrajnik rufowy z maszyną sterową, dodatkową, ręczną maszyną sterową pełniącą funkcje awaryjne i pomieszczenie na sprzęt awaryjny.
Pokładówka wykonana była w całości z hydronalium i dzieliła się na dwie części. Jej niższa, rufowa część stanowiła podwyższenie przedziałów siłowni oraz znajdujących się wewnątrz kadłuba pomieszczeń, natomiast w jej wyższej części znajdowała się sterówka z kabiną nawigacyjną, kabina łączności radiowej oraz kambuz i pomieszczenia sanitariatu wraz z umywalnią. Na dachu pokładówki umiejscowione było odkryte główne stanowisko dowodzenia (GSD) wraz z kratowanym masztem, na którym zamontowano m.in. antenę radaru, anteny sprzętu łączności i nawigacji oraz światła nawigacyjne.

### Siłownia okrętowa
Siłownia okrętowa znajdowała się na śródokręciu w przedziale czwartym. Napęd stanowiły trzy silniki wysokoprężne M50F6, które generowały moc nominalną wynoszącą 1000 KM każdy przy 1700 obr./min oraz moc maksymalną wynoszącą 1200 KM każdy przy 1850 obr./min. Były to jednostki czterosuwowe o dwunastu cylindrach w układzie widlastym, chłodzone wodą słodką. Każdy z silników zblokowany był z przekładnią redukcyjno-nawrotną i napędzał swoją linię wału. Każdy z kutrów posiadał trzy linie wałów. Każda linia zakończona jest pojedynczą, trójpłatową śrubą napędową. W dziobowej części siłowni znajdowały się dwa silniki główne, natomiast w jej części rufowej jeden silnik oraz dwa zespoły prądotwórcze.
Każdy z silników zabudowany był na wzdłużniku dennym. Pozostałe miejsce w przedziale zajmowane było przez pozostałe mechanizmy okrętu. Sterowanie pracą siłowni, a dokładniej silników głównych i wspomagających je urządzeń, odbywać się mogło ze sterówki oraz GSD za pośrednictwem pulpitu kontrolno-sterowniczego pracy siłowni. Spaliny wyrzucane były przez otwory w burtach, jednak przed ich opuszczeniem były one mieszane z wodą za pośrednictwem wtrysków w przewodach spalinowych, w celu ich schłodzenia. Energię elektryczną na okrętach zapewniały dwa zespoły prądotwórcze MEz-E1 o mocy 25 kVA każdy. Każdy z zespołów składał się z prądnicy GEPd-84a/1 oraz silnika S322M. Sterowanie okrętem odbywało się za pośrednictwem trzech sterów napędzanych przez elektromechaniczną maszynę sterową. Tak skonfigurowany układ napędowy pozwalał na osiągnięcie maksymalnej prędkości wynoszącej 28,5 węzła oraz maksymalnego zasięgu wynoszącego 1080 Mm przy prędkości 11 węzłów, zaś przy prędkości 23 węzłów zasięg spadał do 380 Mm.

### Wyposażenie elektroniczne i uzbrojenie
Na wyposażenie elektroniczne kutrów projektu 918 składał się radar nawigacyjny TRN-311, radionamiernik ACR 1420 (zdemontowany w 2003 roku) oraz wyposażenie łączności w postaci radiostacji: UKF, fal krótkich oraz telefonów i radiotelefonów. Dodatkowo okręty wyposażono w urządzenia dozymetryczne oraz sprzęt nawigacyjny.
Uzbrojenie okrętów było typowe dla ich klasy. Do czasu remontu głównego, który odbył się w roku 1987, okręty uzbrojone były w podwójną armatę morską 2M-3M kal. 25 mm umiejscowiona na dziobie jednostek. Zestaw ważył 1515 kg i był obsługiwany przez jednego żołnierza, który zajmował miejsce wewnątrz wieżyczki. Zapewniała ona możliwość ostrzału w promieniu 360° przy kątach elewacji od -12° do +85°. Maksymalny zasięg zwalczania celów powietrznych wynosił 2500 m, zaś maksymalny pułap celu to 1700 m. W wyniku remontu armaty wymieniono na nowocześniejszy zestaw krajowej produkcji ZU-23-2M Wróbel. Zestaw ten składał się z dwóch, sprzężonych ze sobą armat kal. 23 mm. Była to morska armata przeciwlotnicza opracowana w latach 70. XX wieku w Zakładach Mechanicznych „Tarnów”. Cały zestaw ważył 2500 kg, obsługiwany był przez jednego żołnierza znajdującego się w środku. Zapewniała ona możliwość ostrzału w promieniu 360° przy maksymalnych kątach wychylenia lufy wynoszącymi od -10° do +88°. Zasięg maksymalny zwalczanych celów nawodnych wynosił 2000 m, natomiast celów powietrznych 2500 m.

## Służba
Banderę na pierwszej, prototypowej jednostce z serii – KP-161 podniesiono 23 czerwca 1973 roku, zaś druga jednostka – KP-162 rozpoczęła służbę 27 października tego samego roku. W 1974 roku wprowadzono okręty KP-163 oraz KP-164, a ostatnia jednostka z serii weszła do służby 17 stycznia 1976 roku. Wszystkie kutry zasiliły Morską Brygadę Okrętów Pograniczna, gdzie kutry zostały rozdzielone pomiędzy Pomorski, Kaszubski i Bałtycki Dywizjon Okrętów Pogranicza. W czasie służby w MBOP okręty pełniły służbę dozorową, patrolową oraz wykonywały rejsy szkoleniowe na wodach Niemieckiej Republiki Demokratycznej i wzdłuż polskiego wybrzeża. Przez całą służbę w MBOP okręty aktywnie uczestniczyły w manewrach zarówno krajowych, jak i innych państw układu Warszawskiego i sojuszniczych flot. W czerwcu 1975 roku trzy okręty projektu 918 uczestniczyły w ćwiczeniach o kryptonimie Posejdon-75.
Do zadań stawianych przed okrętami należało pełnienie misji patrolowych i dozorowanie granic morskich Polskiej Rzeczypospolitej Ludowej, oraz pozorowanie radiolokacyjne celów na ćwiczeniach. W wypadku wojny zadania jednostek rozszerzane były o prowadzenie rozpoznania chemicznego i dozymetrycznego, wspomaganie działań obrony przeciwminowej oraz zabezpieczenia działań grup płetwonurków.
W 1991 roku w wyniku przemian ustrojowych rozwiązano Morską Brygadę Okrętów Pogranicza. W odróżnieniu od jednostek projektu 918M, kutry projektu 918 przekazano do nowo powstałej Straży Granicznej, w której to składzie zasiliły Morski Oddział Straży Granicznej. Tym samym zmieniono status jednostkom z okrętów wojennych na jednostki cywilne w służbie państwowej. Kutrom zmieniono początki nazw z „KP” na „SG”, zachowując ich dotychczasowe numery. Proces wycofywania kutrów rozpoczął się w 1999 roku, kiedy to 1 lutego wycofano SG-163, zaś 19 lutego bandery spuszczono na kutrach SG-162 i SG-165. Kuter SG-161 wycofany został 3 marca 2008 roku, a ostatnia jednostka – SG-164 – zakończyła eksploatację 29 marca 2011 roku, tym samym kończąc blisko 38-letnią eksploatację kutrów projektu 918.

### Ocena jednostek
Jednostki projektu 918, jak i ich dalsze rozwinięcie w postaci projektu 918M, były jednostkami bardzo udanymi, charakteryzującymi się zastosowaniem innowacyjnych rozwiązań technicznych. Za wadę jednostek podawano ich ograniczoną dzielność morską. Mimo że okręty przystosowane były do pływania przy sile wiatru do 5° skali Beauforta, to problemy z ich eksploatacją na morzu pojawiały się już przy stanie morza wynoszącym 2. Kolejną wadą wynikającą z małych rozmiarów była ograniczona autonomiczność wynosząca 5 dób, przy czym niwelowała je możliwość zaopatrywania jednostek w Punktach Zaopatrzeniowych Okrętów oraz Punktach Manewrowego Bazowania, zbudowanych na bazie pływających pomostów. Wadą wynikającą także z ograniczonych rozmiarów było uzbrojenie artyleryjskie okrętów w postaci początkowo armaty 2M-3M, zastąpionej przez zestaw ZU-23-2M Wróbel. Oba zestawy zapewniały ograniczoną możliwość zwalczania celów nawodnych i powietrznych, jednak nie stanowiło to istotnej wady jednostek z uwagi na to, iż głównym ich zadaniem było pełnienie misji patrolowych i dozorowych. Dodatkowo dużą zaletą była możliwość pełnienia misji rozpoznania zarówno chemicznego, jak i dozymetrycznego.